# 지바 도시 모노레일 2호선
지바 도시 모노레일 2호선(일본어: 千葉都市モノレール2号線)은 지바 도시 모노레일의 철도 노선 가운데 하나이다. 지바 도시 모노레일 1호선 보다 7년 앞서 개통하였다.

## 역사
- 1988년 3월 28일: 스포츠 센터 ~ 지시로다이 구간이 개통함.
- 1991년 6월 12일: 지바 ~ 스포츠 센터 구간이 개통함.

## 운행 형태
대부분 열차가 1호선 지바미나토까지 직결 운행한다.

## 차량
- 1000계

한때는 일부 편성이 내 여동생이 이렇게 귀여울 리가 없어 열차와 역시 내 청춘 러브코메디는 잘못됐다 열차로 운행되었다.

## 역 목록
| 역 이름        | 일본어 이름      | 영업 거리 (km) | 접속 노선                                               | 소재지 | 소재지 | 소재지    |
| -------------- | ---------------- | -------------- | ------------------------------------------------------- | ------ | ------ | --------- |
| 지바           | 千葉             | 0.0            | 1호선(지바미나토 방면에 직결 운행) 소부 본선, 소토보 선 | 지바현 | 지바시 | 주오구    |
| 지바코엔       | 千葉公園         | 1.1            |                                                         | 지바현 | 지바시 | 주오구    |
| 사쿠사베       | 作草部           | 1.8            | 이나게구                                                | 지바현 | 지바시 |           |
| 덴다이         | 天台             | 2.5            | 이나게구                                                | 지바현 | 지바시 |           |
| 아나가와       | 穴川             | 3.4            | 이나게구                                                | 지바현 | 지바시 |           |
| 스포츠 센터    | スポーツセンター | 4.0            | 이나게구                                                | 지바현 | 지바시 |           |
| 도부쓰코엔     | 動物公園         | 5.2            | 와카바구                                                | 지바현 | 지바시 |           |
| 미쓰와다이     | みつわ台         | 6.2            | 와카바구                                                | 지바현 | 지바시 |           |
| 쓰가           | 都賀             | 7.7            | 와카바구                                                | 지바현 | 지바시 | 소부 본선 |
| 사쿠라기       | 桜木             | 9.0            | 와카바구                                                | 지바현 | 지바시 |           |
| 오구라다이     | 小倉台           | 10.2           | 와카바구                                                | 지바현 | 지바시 |           |
| 지시로다이키타 | 千城台北         | 11.2           | 와카바구                                                | 지바현 | 지바시 |           |
| 지시로다이     | 千城台           | 12.0           | 와카바구                                                | 지바현 | 지바시 |           |